# Ліхтар Джека

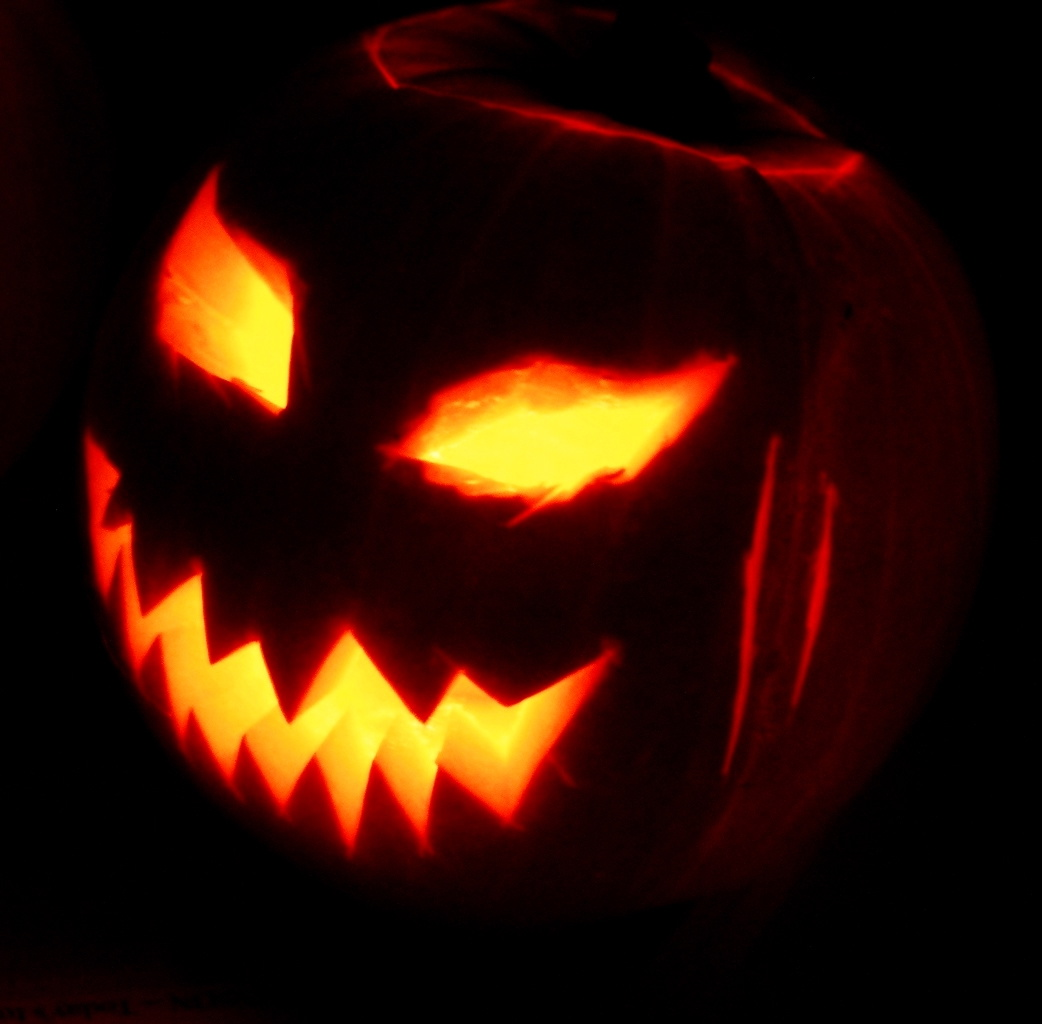
Світильник Джека

Світи́льник Дже́ка, Ліхта́р Дже́ка, Джек-Ліхта́р (англ. Jack-o'-lantern) — ліхтар з гарбуза, символ і атрибут Хелловіну. Традиційно прорізи в гарбузі виконуються в формі очей і рота, а всередину поміщається свічка. В сучасному розумінні символізує неприкаяні душі, що блукають по землі.

## Етимологія

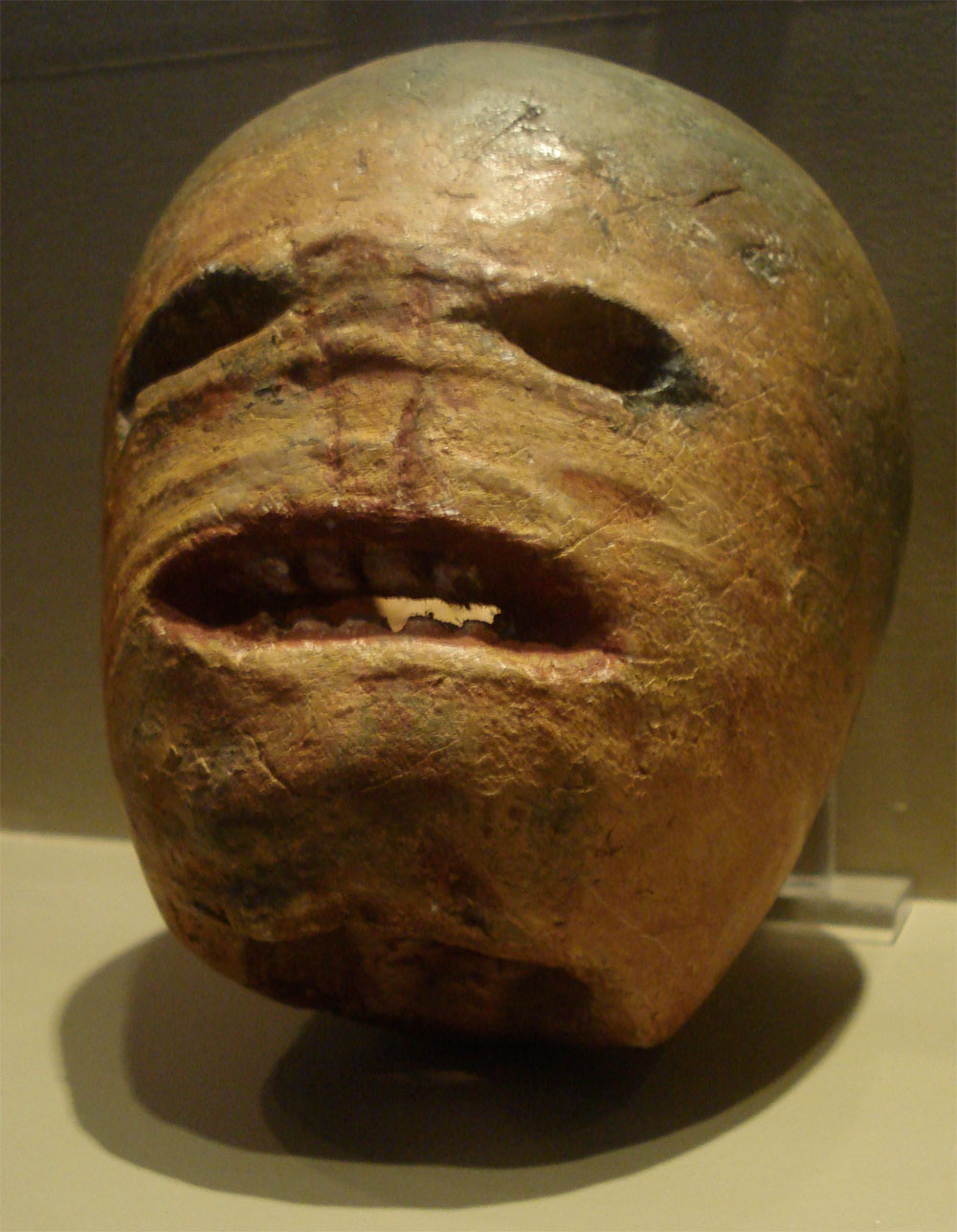
Вирізаний з турнепса світильник Джека, початок XX століття. Музей традиційного життя, Ірландія.

Ліхтарним Джеком (англ. Jack with the lantern) або Джеком з ліхтарем (англ. Jack of the lantern) спочатку називали нічного вартового або просто незнайомця. Ім'я Джека пов'язується з ірландською легендою, зафіксованою у середині XVIII ст., про Скупого Джека (англ. Stingy Jack), якому не знайшлося місця ні в раю, ні в пеклі. Тому диявол дав Джеку ліхтар з вуглиною і прирік вічно блукати між раєм і пеклом.
Також в англійському фольклорі так називали мандрівні вогні (англ. will-o'-the-wisps) — природне горіння газів, що утворювалися внаслідок гниття рослин у болотистих місцевостях. Англійці вважали, що ці вогні є самим Скупим Джеком або мандрівними привидами.

## У фольклорі
Згідно з ірландською легендою, Скупий Джек якось запросив Диявола випити з ним. Джек не схотів платити за свій напій, тому переконав Диявола перетворитися на монету, щоб нею розплатитися. Щойно Диявол зробив це, Джек сховав монету в кишеню, де лежав срібний хрестик, що не давав Дияволу набути початкового вигляду. Зрештою Джек звільнив Диявола за умови, що він не турбуватиме Джека цілий рік, а якщо Джек помре, він не забере його душу. Наступного року Джек знову зустрівся з Дияволом і обманом змусив його залізти на дерево, щоб зірвати плід. Поки Диявол сидів на дереві, Джек вирізав на корі хрест, щоб Диявол не зміг злізти. Джек погодився відпустити Диявола лише за обіцянку не турбувати його ще десять років. Незабаром Джек помер, але Бог не дозволив йому піти до раю через вчинені за життя гріхи. Диявол же, пам'ятаючи минулі зустрічі, не дозволив Джеку потрапити в пекло. Він відправив Джека в темну ніч, давши тільки палаючу вуглинку, щоб освітлювати шлях. Джек поклав вуглинку у вирізану ріпу і відтоді блукає по Землі.

## Історія
Перші Ліхтарі Джека виготовлялися ірландцями та шотландцями з ріпи та картоплин і виставлялися у вікна на День всіх святих, щоб відлякувати мандрівних злих духів. Англійці виготовляли їх з буряків. Створення Ліхтарів Джека пов'язується зі святом Савань, під час якого цими ліхтарями освітлювали шлях. Крім того ліхтарі використовувалися для розіграшів, щоб налякати друзів або мандрівників.
У XIX та на початку XX ірландські імігранти принесли в США свої традиції, з-поміж яких і виготовлення Ліхтаря Джека на День усіх святих. Ірландці виявили, що гарбуз набагато придатніший для різьблення по ньому, ніж картоплина чи ріпа. Тож до кінця XIX століття поширилися саме гарбузові ліхтарі.
Перша згадка Ліхтаря Джека, виготовленого з гарбуза, відбулася в оповідання Натаніеля Готорна «Великий карбункул» (1835), а в оповіданні «Оперення» (1852) згадувалося опудало з головою-ліхтарем. Перше зображення гарбузового Ліхтаря Джека з'явилося 1897 року в газеті «Harper's Weekly». Популярність такого ліхтаря також пов'язується з оповіданням Вашингтона Ірвінга «Легенда сонного виярку» (1820), в кульмінації якого безголовий вершник жбурляє в головного героя гарбуз. На багатьох ілюстраціях цей вершник потім зображався, тримаючи не просто гарбуз, а Ліхтар Джека.

## Виготовлення

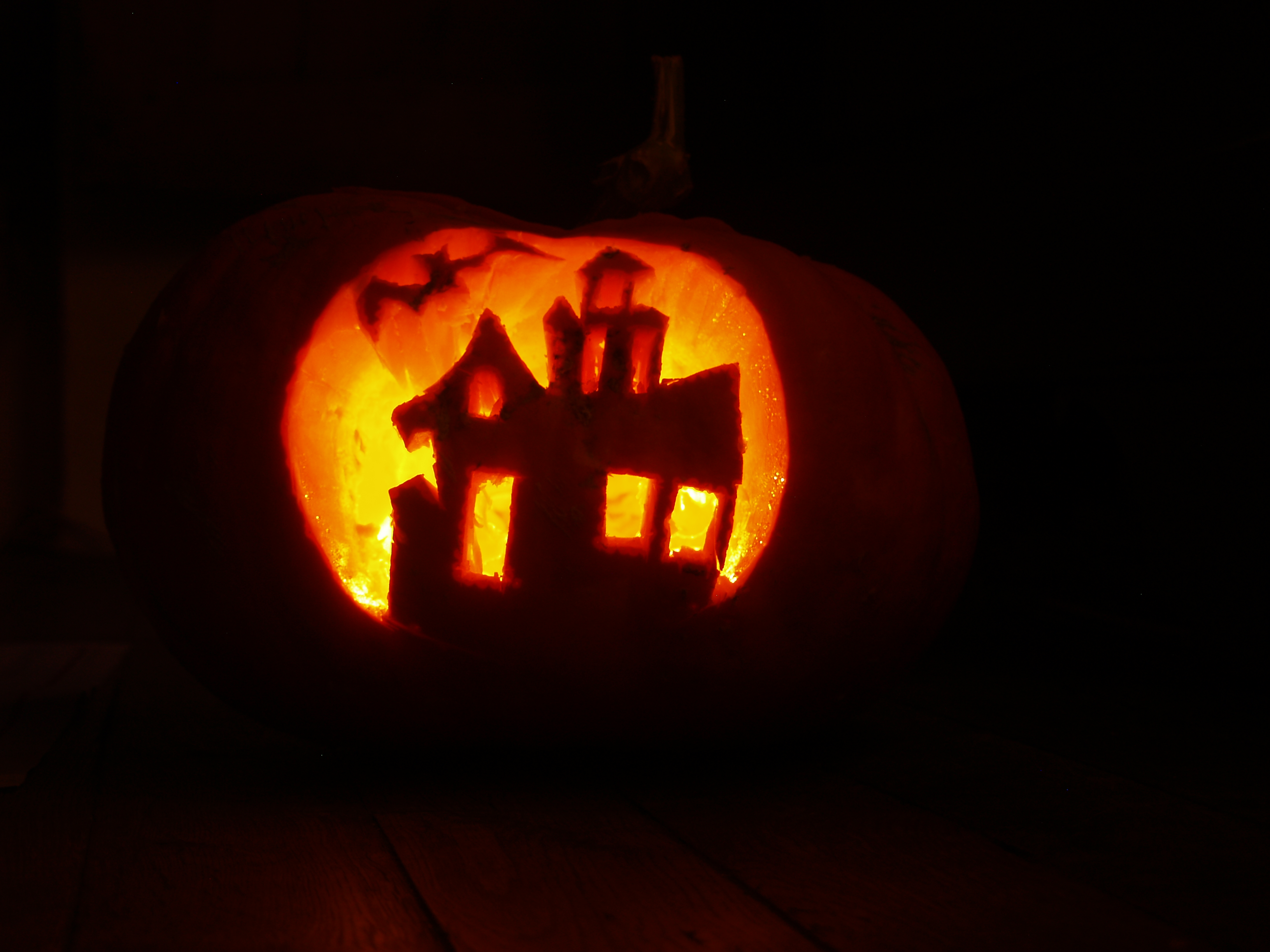
Ліхтарі Джека в наш час мають різні зображення

Сучасний Ліхтар Джека виготовляється з великого гарбуза. Його верхівка з хвостиком вирізається, через утворений отвір ложкою виймається м'якіть з насінням. Потім на гарбузові малюється контур отворів — зазвичай вони зображають рот, ніс та очі. Залишки контуру по краях отворів витираються. Всередину гарбуза, на дно, ставиться свічка. Верхівка закривається вирізаною раніше частиною з хвостиком.
Вийнята м'якіть може використовуватися для приготування страв. Насіння можна висушити і з'їсти. Для їжі придатніша м'якіть малих сортів гарбуза, так званих «солодкого гарбуза» (англ. sweet pumpkin) чи «пиріжного гарбуза» (англ. pie pumpkin).